# Košarkarski Klub Zlatorog Laško
El Košarkarski Klub Zlatorog Laško o KK Zlatorog Laško és un equip de bàsquet professional de Laško a Eslovènia.
El club es va fundar el 1969. Durant els primers anys, el club competia amb el nom de KK Laško. El 1972 van canviar a KK Zlatorog Laško. El 1994, el club va adoptar el nom de KK Pivovarna Laško per recuperar la seva actual denominació en 2007.

## Palmarès
- Alpe Adria Cup
  - Campions (1): 2017–18
  - Finalistes (1): 2015–16
- Lliga eslovena
  - Finalistes (4): 1998–99, 1999–2000, 2003–04, 2015–16
- Copa eslovena
  - Campions (1): 2004
  - Finalistes (7): 1998, 1999, 2000, 2005, 2006, 2010, 2015
- Supercopa eslovena
  - Finalistes (2): 2004, 2005